# Wii Play: Motion
Wii Play: Motion ist eine Minispielsammlung für Nintendos Spielkonsole Wii und der Nachfolger des 2006 erschienenen Spiels Wii Play. Das Spiel wurde am 24. Juni 2011 in Europa veröffentlicht und zusammen mit einer Wii-Fernbedienung verkauft, da es dem Erlernen des Umgangs mit der Fernbedienung dienen soll. Das Spiel unterstützt die Mii-Funktion, wodurch Spieler Wii Play: Motion mit ihren eigenen Mii-Avataren spielen können.

## Inhalt
Wii Play: Motion besteht aus zwölf Minispielen, die alleine oder mit bis zu vier Personen gespielt werden können. Beim ersten Start des Spieles sind nur vier dieser Minispiele verfügbar, die acht weiteren Minispiele werden erst im Laufe des Spiels freigeschaltet. Spieler können in jedem Minispiel für das Erreichen bestimmter Zielwerte Awards (in Bronze, Silber, Gold und Platin) gewinnen, die unter dem Namen und Profilbild des eigenen Miis gespeichert werden.
Es gibt folgende zwölf Minispiele:
Eiscreme ExtremeBei diesem Minispiel müssen möglichst viele Eiskugeln in einer Waffel zu einem riesigen Eisturm gestapelt werden. Dabei wächst der Eisstapel stetig an und muss mithilfe der Wii-Fernbedienung ausbalanciert werden.
In einer anderen Variante des Spiels wird die Drehkunst der Waffel zur Herstellung eines möglichst schönen Softeis bewertet.
Das Minispiel kann alleine oder gegen einen weiteren Mitspieler gespielt werden. Die Softeis-Variante ist nur im Einzelspieler-Modus verfügbar.
Auf die RübeIm Prinzip das klassische „Schlag den Maulwurf“. Die obststehlenden Maulwürfe müssen mit einem Hammer auf den Kopf geschlagen werden, damit sie die gestohlenen Früchte fallen lassen. Je mehr Maulwürfe der Spieler hintereinander trifft, desto größer wird auch sein Hammer und desto mehr Punkte bekommt er. Bis zu vier Spieler können gegeneinander antreten.
In einer anderen Spielvariante muss die Reihenfolge der auftauchenden Maulwürfe wiederholt werden. Diese Variante ist jedoch nur im Einzelspielermodus verfügbar.
SteineflitschenHier müssen Steine über eine Wasseroberfläche geschleudert werden. Durch Erreichen einer hohen Hüpfweite kann der Spieler Sondersteine erhalten.
In einer anderen Variante müssen die Steine durch Ringe geflitscht werden, um eine hohe Punktzahl zu erzielen. Das Spiel kann alleine oder mit bis zu vier Spielern gespielt werden.
Mii-Posenspiel PlusDie Mii-Avatare bewegen sich durch einen Tunnel und nehmen eine bestimmte Pose ein, die zu einem Umriss in der Scheibe innerhalb des Tunnels passt. Dabei müssen die Mii-Charaktere mittels der Wii-Fernbedienung so gedreht werden, dass sie durch den Umriss passen. Schafft der Spieler es nicht rechtzeitig, das Mii in Position zu bringen, verliert er eines von drei Leben. Das Spiel kann alleine oder zu zweit gespielt werden.
MeisterschützeHier muss neben Zielscheiben auch auf andere Objekte wie UFOs, Ninjas oder Dinosaurier (je nach Level) geschossen werden. Der Spieler kann zwar seine Position nicht verändern, jedoch durch das Schwenken der Wii-Fernbedienung zum Bildrand sein Sichtfeld. Trifft der Spieler mehrere Objekte in Folge, erhält er einen Trefferbonus. Schafft er es aber nicht rechtzeitig auf das Objekt zu schießen, bevor dieses ihn angreift, so verliert er eines von drei Leben. Weitere Leben können jedoch in bestimmten Objekten versteckt sein und hinzugewonnen werden, wobei die Maximalanzahl an Leben stets drei beträgt. Das Spiel kann alleine oder im Zweierteam gespielt werden.
FlummilandDie Mii-Charaktere hüpfen auf Gummioberflächen durch verschiedene Level des Flummilands und sammeln dabei Juwelen, bis sie letztendlich das Ziel erreichen. Es können bis zu zwei Spieler gleichzeitig spielen.
In einer anderen Variante spielt der Spieler gegen die Zeit und versucht so schnell wie möglich, das Ziel zu erreichen.
Flippige WippeDas Spiel erinnert an das Prinzip eines Flipperautomaten. Die Wii-Fernbedienung wird als Wippe genutzt, mit der Bälle auf Zielscheiben befördert werden müssen. Es gibt mehrere Level, welche kontinuierlich im Schwierigkeitsgrad ansteigen.
Das Minispiel kann alleine oder zu zweit gespielt werden. Zusätzlich zum klassischen Modus gibt es einen „Endlos“-Modus.
GruselvillaHier müssen Geister in einer Gruselvilla eingefangen werden. Die Position der Geister wird über den eingebauten Lautsprecher der Wii-Fernbedienung angegeben. Nachdem ein Geist gefangen wurde, muss er in die Saugapperatur befördert werden. Dafür muss die Wii-Fernbedienung entgegengesetzt zur Fluchtrichtung des Geistes bewegt werden. Es können bis zu vier Spieler an der Geisterjagd teilnehmen.
Windiger WettlaufDie Mii-Charaktere müssen mithilfe eines Regenschirms den Wind auf der Rennstrecke so geschickt einfangen, dass sie das Ziel möglichst schnell erreichen und dabei noch zusätzlich ein paar Juwelen einsammeln.
Neben dem Wettrennen gibt es auch ein „Spiel auf Zeit“ sowie einen „Weitsprung“-Modus. Es können bis zu vier Spieler gegeneinander antreten.
SchatzsucheDie Wii-Fernbedienung wird zur Seilwinde umfunktioniert, mithilfe derer sich bis zu zwei Spieler in die Tiefen des Meeres begeben können, um Schätze zu bergen. Dabei müssen sie jedoch auf verschiedene Meeresbewohner sowie den eigenen Sauerstoffvorrat achten. Durch das Bewegen der Fernbedienung nach links oder rechts kann den Meerestieren ausgewichen werden und zusätzlicher Sauerstoff eingesammelt werden.
Luftiges TreibenHier müssen die Spieler durch das Fächern mittels eines Blattes, das durch die Bewegungen der Wii-Fernbedienung bestimmt wird, Luftballons durch einen Hindernisparcours bis ans Ziel bewegen. Dabei muss bestimmten Objekten ausgewichen werden oder die Geschwindigkeit der Ballons durch die Wedel-Geschwindigkeit angepasst werden. Es können bis zu zwei Spieler gegeneinander antreten.
RaumstationEin Präzisionsspiel, bei dem bestimmte Bauteile an der Raumstation innerhalb einer bestimmten Zeit andocken müssen. Der Spieler kann sein Raumschiff durch Drehen und das Betätigen bestimmter Tasten steuern.
Das Minispiel kann alleine oder zu zweit gegeneinander gespielt werden.

## Reviews
- Metascore: 60/100[1]
- 4Players: 57 %[2]